# 빈린현
빈린현(베트남어: Huyện Vĩnh Linh / 縣永靈)은 베트남 북중부 지방 꽝찌성의 현이다. 빈린은 꽝빈성의 레트이현, 북쪽의 꽝빈성, 남쪽의 지오린현, 동쪽으로는 남중국해와 접한다.

## 지리
베트남 북중부 지방에 위치한 꽝찌성은 북쪽으로는 꽝빈성에 둘러싸여 있고, 남쪽으로는 후에시이, 서쪽으로는 라오스에 있는 사반나케트주에 접하며, 그리고 동쪽으로는 해안의 75km를 가지며 남중국해와 접한다. 좁은 산악 연안 평야를 제외하면, 지형은 언덕과 안남산맥이 지배하고 있다.

## 행정 구역
빈린현은 3개의 시진(市鎭)과 19개의 사(社)가 있다.

### 시진
- 벤꽌 (Bến Quan / 𤅶官)
- 호싸 (Hồ Xá / 胡舍)
- 끄어뚱 (Cửa Tùng/𨷶從)

### 사
- 빈오 (Vĩnh Ô / 永烏)
- 빈케 (Vĩnh Khê / 永溪)
- 빈하 (Vĩnh Hà / 永河)
- 빈롱 (Vĩnh Long / 永隆)
- 빈쩝 (Vĩnh Chấp / 永執)
- 빈럼 (Vĩnh Lâm / 永林)
- 빈선 (Vĩnh Sơn / 永山)
- 빈투이 (Vĩnh Thủy / 永水)
- 빈남 (Vĩnh Nam / 永南)
- 빈쭝 (Vĩnh Trung / 永中)
- 빈뚜 (Vĩnh Tú / 永秀)
- 빈타이 (Vĩnh Thái / 永泰)
- 빈히엔 (Vĩnh Hiền / 永賢)
- 빈호아 (Vĩnh Hòa / 永和)
- 빈탁 (Vĩnh Thạch / 永石)
- 빈낌 (Vĩnh Kim / 永金)
- 빈장 (Vĩnh Giang / 永江)
- 빈떤 (Vĩnh Tân / 永新)
- 빈타인 (Vĩnh Thành / 永城)

## 경제
빈린현은 농업 지역이며, 주요 생산 품목은 새우, 쌀, 고추, 라텍스 고무, 마호가니, 목재이다. 그 지역의 경제 구조는 다음과 같다.
- 농업 51%
- 산업 및 중소기업 28%
- 무역 관광 21%

## 관광
- 빈목 터널